# Episodi di Cheyenne (terza stagione)
La terza stagione della serie televisiva Cheyenne è andata in onda negli Stati Uniti dal 24 settembre 1957 al 17 giugno 1958 sulla ABC.
| nº | Titolo originale           | Prima TV USA      | Titolo italiano | Prima TV Italia |
| -- | -------------------------- | ----------------- | --------------- | --------------- |
| 1  | Incident at Indian Springs | 24 settembre 1957 |                 |                 |
| 2  | The Conspirators           | 8 ottobre 1957    |                 |                 |
| 3  | The Mutton Puncher         | 22 ottobre 1957   |                 |                 |
| 4  | Border Affair              | 5 novembre 1957   |                 |                 |
| 5  | Devil's Canyon             | 19 novembre 1957  |                 |                 |
| 6  | Town of Fear               | 3 dicembre 1957   |                 |                 |
| 7  | Hired Gun                  | 17 dicembre 1957  | Il sicario      |                 |
| 8  | Top Hand                   | 31 dicembre 1957  |                 |                 |
| 9  | The Last Comanchero        | 14 gennaio 1958   |                 |                 |
| 10 | The Gamble                 | 28 gennaio 1958   |                 |                 |
| 11 | Renegades                  | 11 febbraio 1958  |                 |                 |
| 12 | The Empty Gun              | 25 febbraio 1958  |                 |                 |
| 13 | White Warrior              | 11 marzo 1958     |                 |                 |
| 14 | Ghost of the Cimarron      | 25 marzo 1958     |                 |                 |
| 15 | Wagon-Tongue North         | 8 aprile 1958     |                 |                 |
| 16 | The Long Search            | 22 aprile 1958    |                 |                 |
| 17 | Standoff                   | 6 maggio 1958     |                 |                 |
| 18 | Dead to Rights             | 20 maggio 1958    |                 |                 |
| 19 | Noose at Noon              | 3 giugno 1958     |                 |                 |
| 20 | The Angry Sky              | 17 giugno 1958    |                 |                 |

## Incident at Indian Springs
- Prima televisiva: 24 settembre 1957

### Trama
- Guest star: Bonnie Bolding (Lynne Ellis), Dan Barton (Jim Ellis), Carlyle Mitchell (Hub Powell), Christopher Olsen (Kenny Powell), John Cliff (Ed Curran), Robert Anderson (Pete Murdock), Michael Dante (Rod Curran), William Lally (Loman), Frances Morris (Mrs. Powell), William Preston (Clay Curran), Jett Roberts (Cal Curran), Clyde Howdy (cittadino), Forrest Lewis (Customer Outside Bank)

## The Conspirators
- Prima televisiva: 8 ottobre 1957

### Trama
- Guest star: Joan Weldon (Nellie Merritt), Tom Conway (George Willis), Guinn 'Big Boy' Williams (Prairie Dog), Addison Richards (colonnello Danial H. Forrest), Robin Hughes (Capt.. Baylor), Michael Dante (tenente Dowd), Venetia Stevenson (Standin), Creighton Hale (Mr. Peters), Emile Avery (frequentatore bar), Clyde Howdy (Saloon Patron)

## The Mutton Puncher
- Prima televisiva: 22 ottobre 1957

### Trama
- Guest star: Lane Bradford (Mudcat), Lane Chandler (cittadino), Sol Gorss (Casey), Gilman Rankin (Ringo), Robert J. Wilke (Ben Creed), Marie Windsor (Thora Flagg), Clyde Howdy (allevatore di bestiame), John Truax (cittadino)

## Border Affair
- Prima televisiva: 5 novembre 1957

### Trama
- Guest star: Erin O'Brien (principessa Maria Felitzia / Juanita), Joy Page (Empress Carlotta), Sebastian Cabot (generale Dubeauchaie), Michael Pate (colonnello Rissot), Linda Watkins (Baroness Entrada), Miguel Ángel Landa (Rosario), Naomi Stevens (Mama Fina), Marya Stevens (Juana), Paul Fierro (messicano), Felipe Turich (Ortiz), Clyde Howdy (French Soldier)

## Devil's Canyon
- Prima televisiva: 19 novembre 1957

### Trama
- Guest star: Joanna Barnes (Alice Claney), Ainslie Pryor (King Forest), Robert Foulk (Garth), Marc Cavell (Manuel), Jack La Rue (Senor Beloze), Myron Healey (Chip Claney), Tom McKee (sceriffo Pickering), Gene Roth (Karp), Clyde Howdy (Deputy Bert), George Keymas (Chiricahua Apache Indian), Guy Wilkerson (Shop Owner)

## Town of Fear
- Prima televisiva: 3 dicembre 1957

### Trama
- Guest star: Kathleen Crowley (Marilee Curtis), John Doucette (Bill Jenkins), Walter Coy (sceriffo Sam Townley), John Reach (Bob Crowley), Ron Hayes (Durango Kid), Alan Wells (Teddy Curtis), Steve Darrell (Jed Curtis), Paul Keast (Henry Topper), Jon Lormer (Dan Slater), Emile Avery (cittadino), Clyde Howdy (cittadino)

## Hired Gun
- Prima televisiva: 17 dicembre 1957

### Trama
- Guest star: Whitney Blake (Lilli Bridgeman), Alan Hale Jr. (Les Bridgeman), Don Megowan (Kiley Rand), Douglas Spencer (Preacher), Russell Thorson (sceriffo Hardin), Michael Dante (Whitey), Walter Barnes (Crane), Jose Gonzales-Gonzales (Sanchez), Emile Avery (spettatore dello scontro), Ed Dickey (Bridgeman's Cowhand), Fred Graham (Curly Watts), Clyde Howdy (Rand's Cowhand), Boyd 'Red' Morgan (Waco), Max Wagner (barista)

## Top Hand
- Prima televisiva: 31 dicembre 1957

### Trama
- Guest star: Jeanne Cooper (Marie Conover), Paul Savage (George Lambert), Ed Prentiss (Ben Gentry), Peter Brown (Clay Conover), Walter Barnes (Chris Barlow), Rankin Mansfield (Pete Hurley), Mack Williams (Abe Bascombe), Terry Frost (Dan Naylor), Emile Avery (Gentry's Ranch Hand), Fred Carson (rancher in Shootout), Bill Clark (rancher in Shootout), Clyde Howdy (Sloane's Ranch Hand), Reed Howes (rancher), Cactus Mack (Lambert Ranch Hand), Jack Tornek (rancher in Shootout), Sailor Vincent (rancher)

## The Last Comanchero
- Prima televisiva: 14 gennaio 1958

### Trama
- Guest star: Harold J. Stone (Rafe Larkin), Edd Byrnes (Benji Danton), Jonathan Hole (Gerald Banks), George Keymas (Sheb Larkin), Virginia Aldridge (Lois Biscayne), Dan Sheridan (Mal Wheeler), Gordon Barnes (sceriffo), Robert Griffin (cittadino), Herbert Lytton (dottore Taylor), Clyde Howdy (cittadino)

## The Gamble
- Prima televisiva: 28 gennaio 1958

### Trama
- Guest star: Evelyn Ankers (Robbie James), Theodora Davitt (Dani Monet), James Seay (Duke Tavener), Raymond Hatton (Mousey), Charles Fredericks (Dutch Teagle), Morgan Woodward (Bradan), Phil Tully (Mac Sweeney), Clyde Howdy (Saloon Patron)

## Renegades
- Prima televisiva: 11 febbraio 1958

### Trama
- Guest star: Peter Brown (Jed Wayne), Olive Sturgess (Kathy Donovan), Bartlett Robinson (colonnello Ralph Donovan), Steve Darrell (Little Elk), Connie Buck (Latoma), Tom McKee (sergente John Horne), Michael Forest (Yellow Lance), Tom Fadden (sergente Utah Bridger), Steve Pendleton (sergente Tom Wayne), Roy Barcroft (sceriffo Clem Willoughby), Joe Brooks (Armed Sentry), Clyde Howdy (soldato), Sailor Vincent (capo carovana)

## The Empty Gun
- Prima televisiva: 25 febbraio 1958

### Trama
- Guest star: Audrey Totter (Martha Fullerton), John Russell (Matt Reardon), Sean Garrison (Mike Fullerton), Vince Barnett (Miklos), Hal Baylor (Joe Barnum), Tod Griffin (sceriffo Frank Day), Robert Keys (Lon), Norman Willis (Pete), Roy Glenn (Gravedigger), Clyde Howdy (Member of Posse), Sailor Vincent (cittadino)

## White Warrior
- Prima televisiva: 11 marzo 1958

### Trama
- Guest star: Randy Stuart (Clara Bolton), Peter Whitney (Eli Henderson), Michael Landon (Alan Horn / White Hawk), Richard Garland (Lyle Gordon), Morris Ankrum (Matt Benedict), Paul Smith (Homer Duffield), Chuck Courtney (Neal Benedict), Sandra Edwards (Lois Whitton), Henry Wills (Reid Collins), Joseph V. Perry (Pinto Torrey), Iron Eyes Cody (Chief Canyawa), Emile Avery (cocchiere), X Brands (Apache Brave), Clyde Howdy (Wagon Train Passenger), Kansas Moehring (Wagon Train Member), Sailor Vincent (Wagon Train Member)

## Ghost of the Cimarron
- Prima televisiva: 25 marzo 1958

### Trama
- Guest star: Vaughn Taylor (Doc Johnson / Drew Chambers), Patrick McVey (sceriffo Kim Younger), Russ Conway (U.S. Marshal Heck Short), Wright King (The Kiowa Kid / Nevada Jones), Peter Brown (Billy Younger), Isabel Dawn (Powder Kate Hadigan), Duane Grey (Luke Coffey), John McKee (Ike Patrick), Emile Avery (Posse Member), Clyde Howdy (Posse Member)

## Wagon-Tongue North
- Prima televisiva: 8 aprile 1958

### Trama
- Guest star: Ann McCrea (Faith Swain), Howard Petrie (Burt Wrangel), Frank DeKova (Chief Johnny Cake), Kelly Thordsen (Pike Wood), Roy Engel (U.S. Marshal Thad Veck), Michael Forest (Lariat Sanga), G. Pat Collins (sceriffo Steep), I. Stanford Jolley (Jug Wilkins), William Meigs (Del Swain), John Frederick (Nub Tanner), William Free (Dixon), Emile Avery (frequentatore bar), Clyde Howdy (Cowhand), Kansas Moehring (frequentatore bar), Sailor Vincent (barista)

## The Long Search
- Prima televisiva: 22 aprile 1958

### Trama
- Guest star: Randy Stuart (Margaret 'Peg' Ellis), Claude Akins (sceriffo Bob Walters), Gail Kobe (Della Carver), Dean Fredericks (Char), Tommy Farrell (Charlie Carver), Tom McKee (Coke Adams), Burt Nelson (Ad Stevens), Kim Charney (Kenny Carver), George J. Lewis (Sleeping Bear), Harry Fleer (Stan Winters), Emile Avery (frequentatore bar), Louis Quinn (cittadino)

## Standoff
- Prima televisiva: 6 maggio 1958

### Trama
- Guest star: Joy Page (Maria Vargas), Rodolfo Acosta (Lobos), Richard Garland (Beloin), H. M. Wynant (Ortega), Joe Dominguez (il sindaco), Frank Nechero (Bandit), Emile Avery (Bandit), Clyde Howdy (Bandit)

## Dead to Rights
- Prima televisiva: 20 maggio 1958

### Trama
- Guest star: John Russell (Saylor Hornbook), Mike Connors (Roy Simmons), Don 'Red' Barry (Shorty Jones), Don Megowan (Gregg Dewey), Joanna Barnes (Adelaide Marshall), Sandra Edwards (Vardis Coll), Karl Swenson (Bruce Coll), Joel Ashley (sceriffo Benton), Stan Jones (impiegato dell'hotel Sacramento), Louis Quinn (impiegato dell'hotel), Sailor Vincent (attaccabrighe)

## Noose at Noon
- Prima televisiva: 3 giugno 1958

### Trama
- Guest star: Theona Bryant (Mary O'Neil), Robert Bray (Duke Rhein), Charles Quinlivan (Jim O'Neil), Walter Barnes (Burt Flowers), Oliver McGowan (Ike Thompson), Michael Dante (Billy Bob), Roy Glenn (Lonzo), Stanley Farrar (giudice Roy McHenry), Dan Blocker (Deputy Sam), Gina Gillespie (Susie O'Neil), Richard H. Cutting (lo sceriffo), Milton Parsons (Stanley - Room Clerk), Emile Avery (cittadino), Nancy Kulp (cameriera)

## The Angry Sky
- Prima televisiva: 17 giugno 1958

### Trama
- Guest star: Andrew Duggan (Granger Ward), Joan Evans (Lilac Allen), Adele Mara (Rose Ward)